# 로저 버크만
로저 버크만(Roger Birkman, 본명: Roger Winfred Birkman, 1919년 2월 1일 ~ 2014년 3월 26일)은 미국의 조직 심리학자였다. 그는 직장 심리 평가인 버크만법(The Birkman Method)의 창시자였다. 버크만은 박사 학위를 받았다. 1961년 텍사스 대학교 오스틴에서 심리학 박사학위를 받았다. 버크만 인터내셔널(Birkman International, Inc.)의 창립자이자 이사회 회장이었다.

## 같이 보기
- 바넘 효과
- MBTI
- 성격심리학